# ناصر دیوان کازرونی
خواجه عبدالله امیرعضدی مشهور به ناصردیوان کازرونی و ناصرلشکر (زاده ۱۲۵۳ - درگذشته ۱۳۲۱) کلانتر کازرون در اواخر دوره قاجار و اوایل دوره پهلوی بود که علیه اشغال جنوب ایران توسط قوای متفقین در جریان جنگ جهانی اول قیام کرد و به مبارزه در برابر نیروهای انگلیسی پرداخت. جنگ‌های متعدد او در مقابل انگلیسی‌ها از او یک چهره برجسته در جنبش جنوب ایران ساخت.
۴ دی‌ماه، سال‌روز شکست پلیس جنوب از ناصردیوان کازرونی و همرزمانش به نام روز کازرون نامگذاری شده است.

## زندگی
خواجه عبدالله امیرعضدی فرزند خواجه حسن‌علی و فاطمه بی‌بی دیلمی در ۳ دی‌ماه ۱۲۵۳ در محله گنبد کازرون متولد شد.‏ مادر او از نوادگان عضدالدوله دیلمی، پادشاه آل بویه بود و پدر و اجداد وی به‌طور موروثی به سمت کلانتری کازرون منصوب می‌شدند. به علت نقش ناصردیوان در سرکوب شورش شیخ خزعل، رضاشاه لقب ناصرلشکر را به او اعطا کرد. ناصردیوان در طول زندگی‌اش ۳ بار ازدواج کرد و صاحب ۱۲  فرزند شد. او به دلیل حسن خُلق و کارهای عام‌المنفعه در بین مردم کازرون محبوبیت بالایی داشت.‏ ناصردیوان در زمان تصدی بر کلانتری کازرون علیه نظامیان انگلیسی و وابستگان آن‌ها اعلام جنگ کرد. عمده مبارزات او با انگیزه‌های ملی و میهنی و همچنین تحت تأثیر فتاوای روحانیون سرشناس وقت، به ویژه آیت‌الله لاری بود.

## شروع مبارزات
پس از امضای قرارداد سن پترزبورگ، نیروهای انگلیسی به سرپرستی ژنرال پرسی سایکس در بندر بوشهر پیاده شده و قصد عزیمت به شیراز را داشتند. در همین حال میرزا علی کازرونی که نماینده بوشهر در مجلس شورای ملی بود، طی پیامی به ناصردیوان کازرونی از او درخواست جلوگیری از عبور نیروهای انگلیسی را کرد. ناصردیوان کازرونی به همراه تعدادی از مبارزین کازرونی راه را در سه فرسخی کازرون بر نیروهای انگلیسی سد کرده و شکست سنگینی بر آن‌ها وارد آورد که موجب منصرف شدن موقتی نیروهای انگلیسی برای لشکرکشی به شیراز شد.

## تلاش برای دستگیری ناصردیوان
در سال ۱۹۱۱ میلادی، اوکانر، کنسول انگلیس در شیراز، تصمیم به دستگیری ناصردیوان کازرونی گرفت. او دسته‌ای از ژاندارم‌ها را به فرماندهی سروان اوهلسون، افسر سوئدی، به کازرون اعزام کرد. مقاومت اطرافیان ناصردیوان در مقابل دستگیری او موجب زد و خورد و نهایتاً قتل سروان اوهلسون به ضرب گلوله شد. در یکی از گزارش‌های کنسولگری انگلیس به این نکته اشاره شده است که ظاهراً اوهلسون مشغول نصب یک بمب در قلعه محل سکونت ناصردیوان بوده است که به ضرب گلوله از پا در می‌آید.

## حمایت از آزادسازی بندر بوشهر
پیش از عملیات آزادسازی بوشهر، جلسه‌ای با حضور برخی آزادی‌خواهان برجسته به منظور اعلام حمایت از این اقدام برگزار شد. ناصردیوان کازرونی، صولت‌الدوله قشقایی و ویلهلم واسموس از برجسته‌ترین افراد حاضر در جلسه بودند.

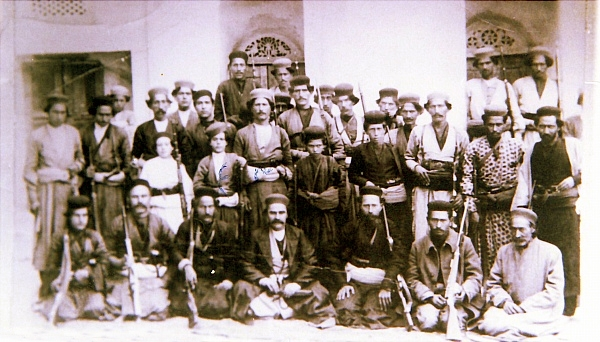
ناصردیوان کازرونی (نفر نشسته در وسط) در میان جمعی از مبارزین بوشهری

## فروپاشی پلیس جنوب در کازرون
پس از تثبیت نیروهای انگلیسی در جنوب ایران، یگان‌هایی تحت عنوان پلیس جنوب در چند شهر جنوبی ایران از جمله کازرون مستقر شد. ‌ناصردیوان کازرونی از این موضوع بسیار ناراضی بود و نهایتاً به آن‌ها اعلام جنگ کرد. او در جمع مردم کازرون گفت: 
من به پشتیبانی شما [مردم کازرون] با دولت مقتدر بیگانه [انگلیس] وارد جنگ شده‌ام؛ زیرا می‌دانم شما همه شجاعت‌پیشه و وطن‌دوست، هیچ‌وقت راضی نیستید که پای اجنبی در شهر شما باز شود.
ناصردیوان به همراه تعدادی از تفنگچیانش به مقر پلیس جنوب در کازرون حمله برده و آنان را خلع سلاح کرد و سپس امیرنصرت نوری، فرماندار وقت کازرون را بازداشت کرد.‏ نیروهای کازرونی توانستند راه ارتباطی کوهستانی شیراز تا بندر بوشهر را نیز ببندند که این اتفاق ۳ سال به طول انجامید. قوای انگلیسی مستقر در بوشهر هر چه تلاش کردند، موفق به بازگشایی این راه نشدند. 
در ۲۸ دسامبر ۱۹۱۶، پانصد نفر از نظامیان تحت فرمان انگلیسی‌ها برای سرکوب وی از شیراز راهی کازرون شدند. اما مبارزین کازرونی قبل از رسیدن قوای انگلیسی به کازرون، راه را در منطقه دشت ارژن بر آن‌ها بستند و شکست سنگینی بر آن‌ها وارد ساختند. در این نبرد کاپیتان وتيكوگل از صاحب‌منصبان انگلیسی نیز کشته شد. انگلیسی‌ها تصمیم گرفتند یک سپاه از بوشهر برای سرکوب کازرونی‌ها اعزام کنند. اما این سپاه نیز قبل از رسیدن به کازرون در منطقه چاه‌کوتاه مورد محاصره شیخ حسین خان چاه‌کوتاهی و زایر خضرخان اهرمی درآمد که عده‌ای کشته و عده‌ای به سمت بوشهر متواری شدند.

## محاصره شیراز
مبارزین کازرونی پس از تصرف منطقه خانه زنیان و پاسگاه چنار راهدار به سمت شیراز رفتند. ناصردیوان کازرونی و دیگر مبارزین کازرونی در اتحادی با صولت‌الدوله قشقایی و مبارزین ایل قشقایی برای سرکوب نیروهای انگلیسی شیراز را به محاصره درآوردند و باغ جنت و مناطق کُشن و مسجد بردی و بخش غربی شیراز که مناطق سوق‌الجیشی و محل استقرار نیروهای پلیس جنوب و نیروهای انگلیسی بود، تحت نفوذ خود قرار دادند. هرچند در نهایت با ایجاد اختلاف میان سران ایل قشقایی و با شدت گرفتن خطر سقوط کازرون، ناصردیوان شیراز را ترک کرده و به کازرون بازگشت.

## اشغال کازرون و دستگیری ناصردیوان
در نهایت نیروهای انگلیسی با سلاح‌های مجهز خود به کازرون حمله کرده و علاوه بر تصرف این شهر، موفق شدند راه ارتباطی شیراز به بوشهر را پس از گذشت بیش از ۳ سال بازگشایی کنند. به دنبال تسخیر کازرون، اکثر مقامات انگليسى به اين شهر عزيمت کردند که كلنل اورتون، بازرس كل پليس جنوب، كلنل هاتسون، كنسول بريتانيا در شيراز و ژنرال‌ها داگلاس و بيل افسران ارشد سياسى از آن جمله بودند.‏ در پی این حادثه، ناصردیوان کازرونی دستگیر شده و پس از مصادره اموالش به شهر فسا تبعید شد.

## ناصردیوان در کلام دیگران
ژنرال پرسی سایکس بعدها در مورد ناصردیوان کازرونی اینگونه گفت:
شجاعت و شهامت ناصردیوان و جنگجویانش ما را در راه رسیدن به اهداف‌مان با دشواری روبرو کرد و این یگانه موقعی بود که پلیس جنوب در تمام مدت خدمت خود در ایران به عدم موفقیت دست یافت.
آیت‌الله بلادی نیز در مورد ناصردیوان اینطور می‌گفت:
اگر نهضت ناصردیوان نبود، حضرات انگلیسی فارس را به آتش کشیده بودند.

## درگذشت

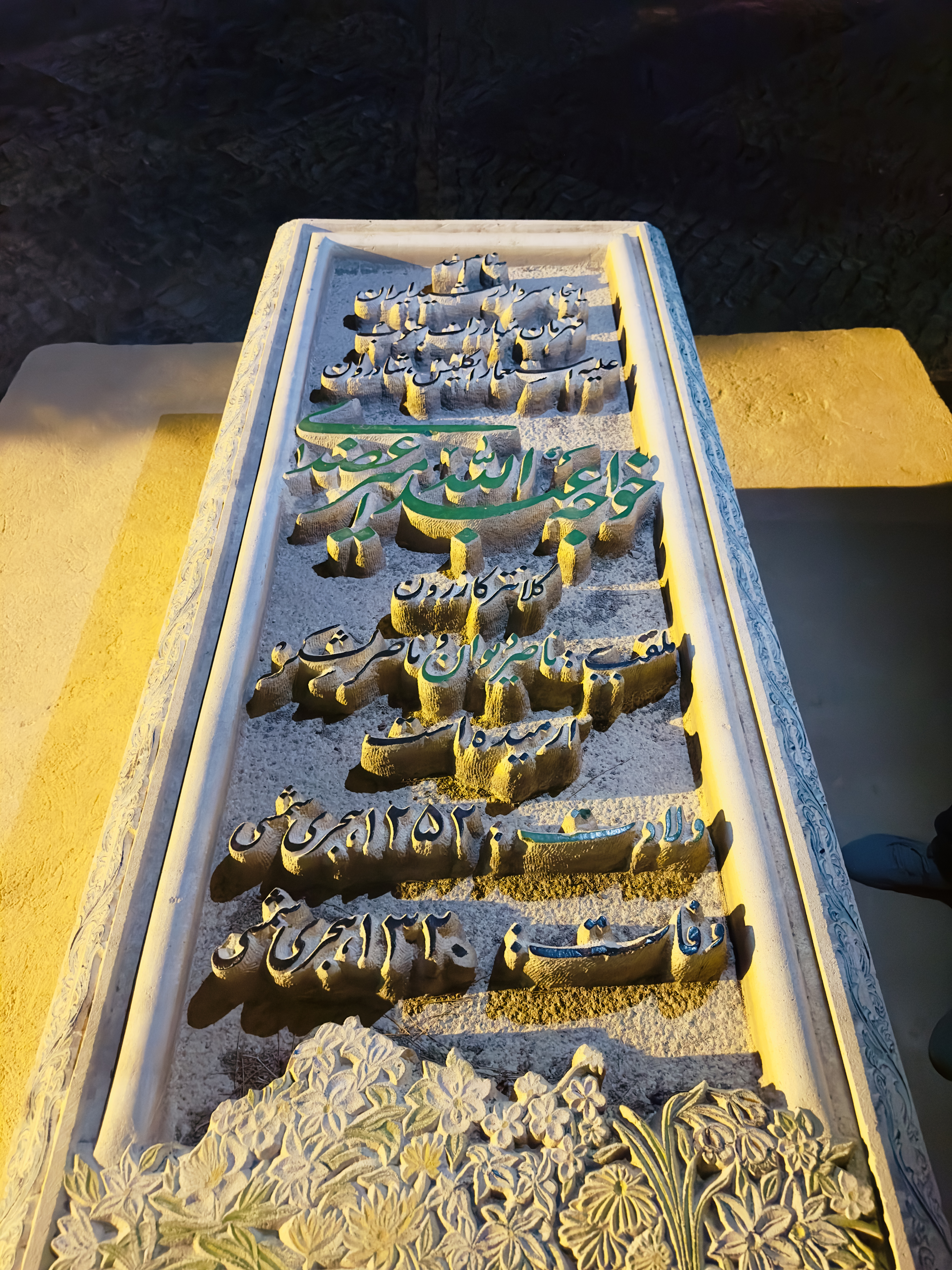
مقبرهٔ ناصردیوان کازرونی

ناصردیوان کازرونی سرانجام و پس از بازگشت به کازرون در ۹ اردیبهشت ۱۳۲۱ درگذشت و در محله شاه‌ارغوان کازرون، در جوار مقبره گلبن کازرونی، شاعر و عارف قرن سیزدهم قمری به خاک سپرده شد.

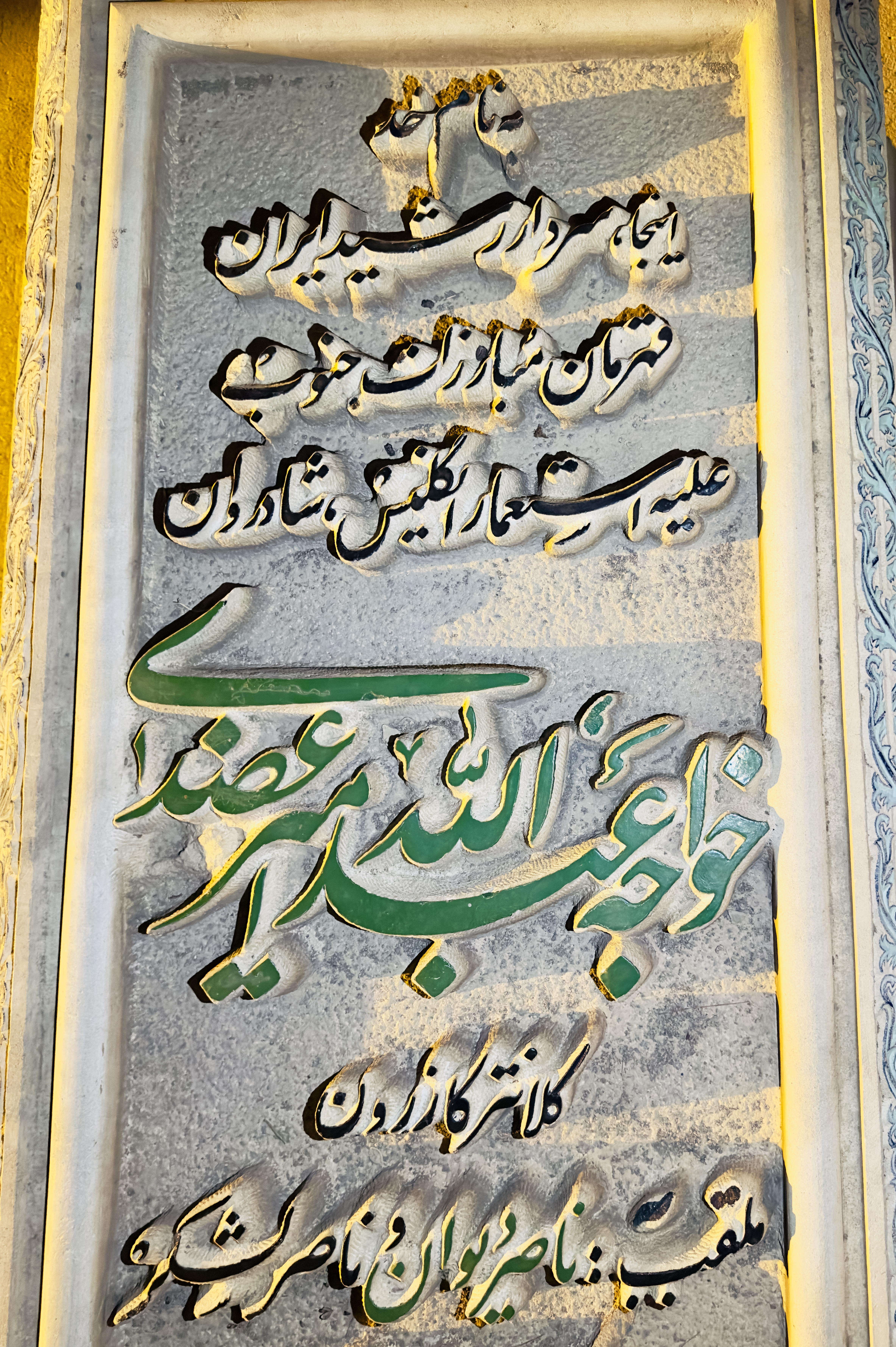
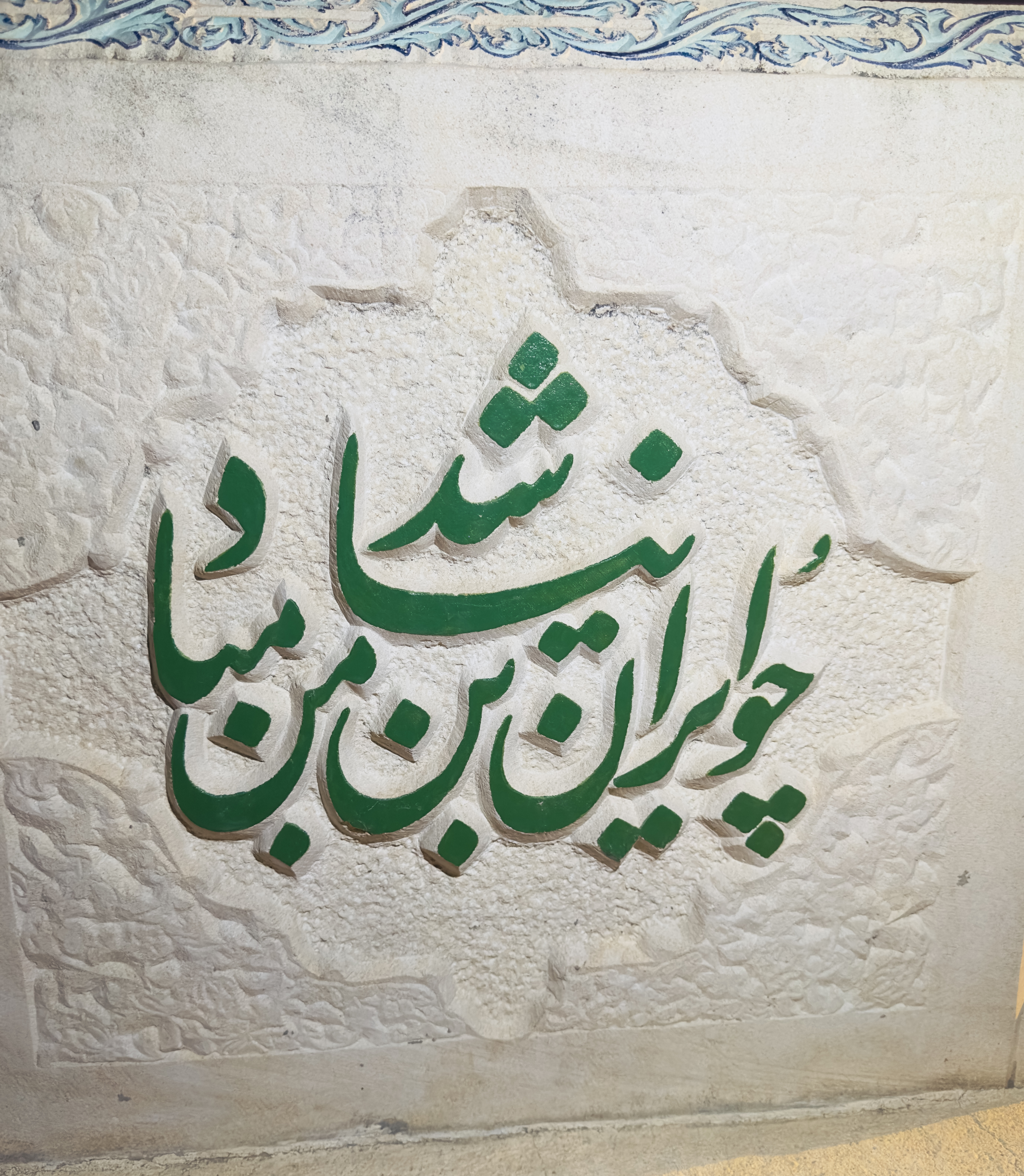
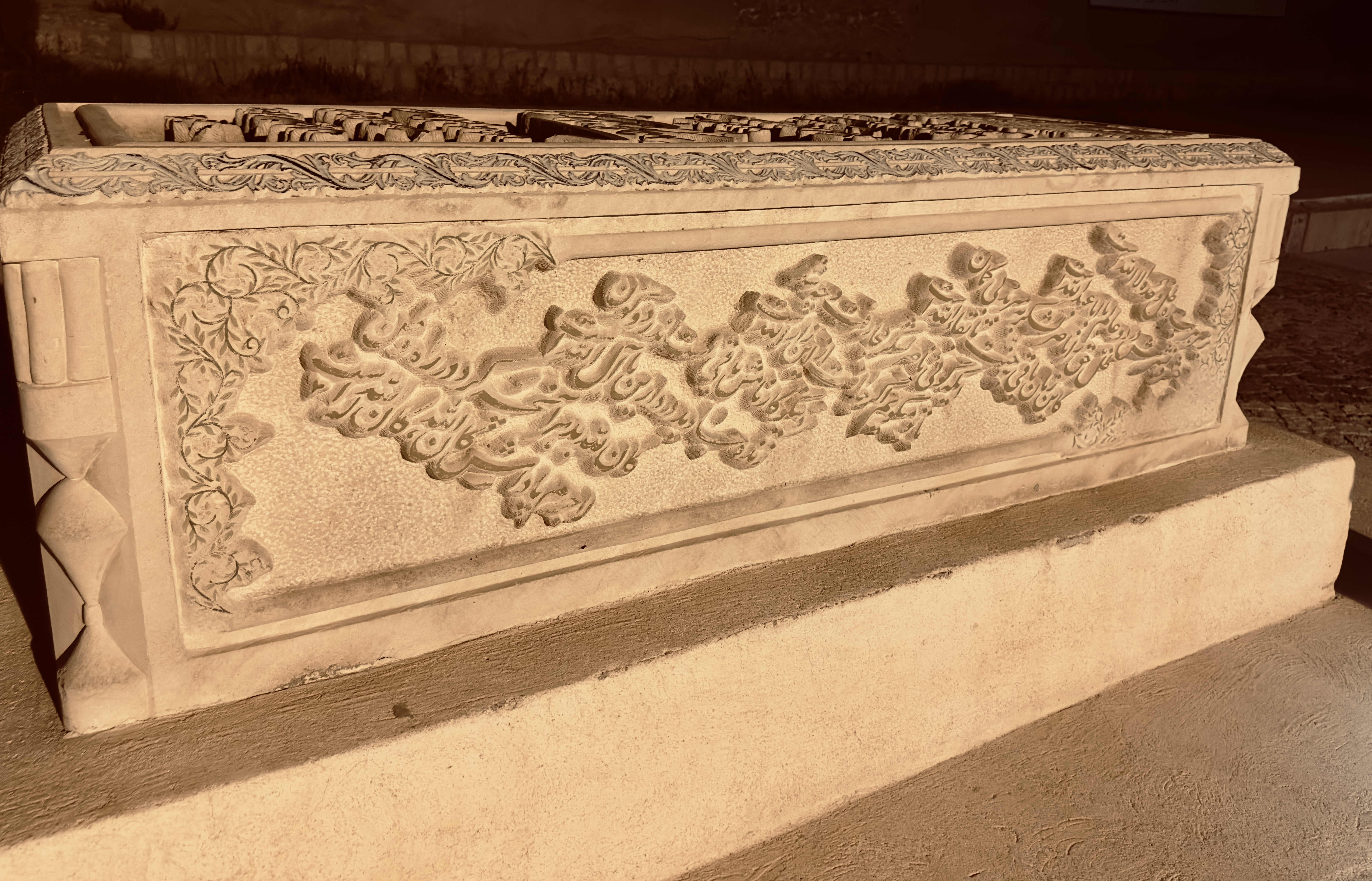